# Ama Ata Aidoo
Ama Ata Aidoo, nacida como Christina Ama Aidoo (Abeadzi Kyiakor; 23 de marzo de 1942-31 de mayo de 2023), fue una escritora ghanesa. Novelista y autora de obras de teatro, ganó numerosos premios literarios, incluyendo el Premio de la Commonwealth 1992. Puso a la mujer en el centro de su trayectoria vital y literaria. Fue directora ejecutiva de Mbaasen (que significa 'asuntos de mujeres'), una organización que trabaja por visibilizar a las autoras africanas. Considerada una de las grandes figuras de la literatura africana forma parte de la primera generación de mujeres escritoras del continente africano.

## Biografía
Christina Ama Aidoo creció en la casa real de Fanti y su padre la envió a estudiar a la Escuela Secundaria para Señoritas de Wesley (Wesley Girls' High School) en Cape Coast de 1961 a 1964. Después se licenció en lengua inglesa por la Universidad de Ghana. Tras su graduación, consiguió una beca de Escritura Creativa en la Universidad de Stanford, California. En 1964 escribió su primera obra de teatro, El dilema de un fantasma (The Dilemma of a Ghost), que fue publicado un año después por la casa editorial Longman
Además de su carrera literaria, Aidoo fue designada Ministra de Educación en 1982, cargo al que renunció 18 meses después. Residió en los Estados Unidos, Inglaterra, Alemania y Zimbabue, ejerciendo como profesora. Fue Profesora Visitante en el Departamento de Estudios Africanos en la Universidad de Brown.

## Obra
La obra de Ama Ata Aidoo toca el tema de la tensión entre la civilización occidental y el punto de vista africano sobre ella. Muchos de sus personajes son mujeres que desafían el papel estereotipo de la mujer. Fue además una destacada poetisa y escribió varios libros infantiles. Una de sus obras más conocidas es Our Sister Killjoy (1977), en la que relata la historia de una joven africana que recibe una beca para estudiar en Alemania y la complicada situación que vive allí. Eso le sirve para reflexionar sobre la diáspora negra en Europa y los efectos del colonialismo, especialmente sobre las mujeres, verdaderas protagonistas de sus obras. 
Los temas recurrentes en su obra son "el matrimonio, la maternidad, la dependencia económica y emocional, la educación de las mujeres, su marginación económica y política y su resistencia a la opresión", en palabras de Florence Stratton, según recoge Laura Frías en su entrevista con Ama Ata Aidoo.
Recibió varios premios literarios, incluyendo el Premio al Mejor Libro de los Escritores de la Mancomunidad en 1992 por su novela Cambios (Changes, 1991), en la que recoge diversas historias de mujeres que se alejan de los tópicos en torno a la mujer africana.

## Obras
- El dilema de un fantasma (The Dilemma of a Ghost, 1964)
- Anowa (1970), obra basada en una leyenda ghanesa.
- No hay dulzura aquí (No Sweetness Here: A Collection of Short Stories, 1970)
- Nuestra hermana aguafiestas (Our Sister Killjoy, 1977)
- Someone Talking to Sometime (1986), colección de poemas.
- El águila y la gallina (The Eagle and the Chicken, 1986)
- Aves y otros poemas (Birds and Other Poems, 1988)
- Cambios: una historia de amor (Changes: A Love Story, 1991)
- An Angry Letter in January (1992), poesía.
- The Girl Who Can and Other Stories (1997)